# Steve Asheim
Steve Asheim (nascido em 17 de janeiro de 1970) é um baterista e principal compositor da banda de death metal Deicide. Ele também é conhecido por colecionar armas, como pode ser visto no DVD do Deicide When London Burns.
Ele também faz parte da banda Order of Ennead e anteriormente do Council of the Fallen.
Em 25 de janeiro de 2007, ao fazer uma visita a um banco em Innsbruck, na Áustria para fazer um depósito de vendas de mercadorias do Deicide, ele foi preso por suspeita de ligação com um recente assalto a banco. Os funcionários ficaram perplexos com sua aparência e vestuário, bem como o fato de que ele estava mexendo com dinheiro com manchas de tinta vermelha. Detido pela polícia na estação local, explicou que as notas eram legítimas, provindas de turismo, e que ele tinha uma caneta estourada no bolso, que foi responsável pela descoloração do dinheiro. Ele foi libertado sem custo adicional.